# Expressionismusdebatte
Mit Expressionismusdebatte bezeichnet man die Auseinandersetzung um die Kunstform des Expressionismus in den Jahren 1933 bis 1938 zum einen unter Nationalsozialisten, zum anderen unter den emigrierten Marxisten in der deutschen Sektion des Verbandes sowjetischer Schriftsteller.

## Nationalsozialistische Expressionismusdebatte
Die Konturen der nationalsozialistischen Kunstpolitik waren unmittelbar nach der Machtergreifung noch unscharf, die Frage nach einem „Staatsstil“ noch offen. Anhänger moderner Kunst versuchten, einen „Nordischen Expressionismus“ im völkischen Sinne zu etablieren. Joseph Goebbels wollte 1933 die Expressionisten Emil Nolde und Ernst Barlach zu „Prototypen des nordischen Künstlers“ ausrufen, stieß aber auf Widerstand des Kampfbundes für deutsche Kultur von Alfred Rosenberg.
Im Sommer 1933 veranstaltete der Nationalsozialistische Deutsche Studentenbund in Berlin die Ausstellung 30 Deutsche Künstler. Gezeigt wurden überwiegend Werke moderner, expressionistischer Künstler. Die Ausstellung stieß auf schärfste Kritik von Alfred Rosenberg und wurde nach nur 3 Tagen geschlossen. Nach einer Intervention der Organisatoren über Walther Funk bei Joseph Goebbels wurde die Ausstellung nach einigen Tagen wieder freigegeben. Der NS-Studentenbund durfte aber nicht mehr als Veranstalter auftreten.
Hitler persönlich entschied schließlich den „Expressionismusstreit“. Auf den Reichsparteitagen 1933 und 1934 äußerte er sich im Konflikt Rosenberg-Goebbels noch nicht eindeutig, sowohl die „avantgardistische Moderne“, als auch die „völkische Reaktion“ wurden verworfen. Am 11. September 1935 aber rechnete er in seiner „Kunstrede“ endgültig mit der Kunst der Moderne ab. Goebbels schwenkte um, verfolgte nun eifrig moderne Kunst, die fortan als „entartet“ verfemt wurde.
Am 19. Juli 1937 eröffnete in München die Wanderausstellung Entartete Kunst, die als Kontrastprogramm zur zeitgleich in München gezeigten Großen Deutschen Kunstausstellung angelegt war. Ausgestellt wurden auch Arbeiten von Ernst Barlach und Emil Nolde (der sich selbst wiederholt als glühenden Parteigänger der Nationalsozialisten erklärte) sowie Werke des „Kieler Expressionisten“ Friedrich Peter Drömmer.

## Marxistische Expressionismusdebatte
Die Auseinandersetzung ging vor allem um den Bezug des Expressionismus zum Faschismus und Nationalsozialismus sowie um die Alternative einer „materialistischen Ästhetik“.
Georg Lukács trug seine Kritik in dem Aufsatz „Größe und Verfall des Expressionismus“ in der Zeitschrift 'Internationale Literatur' (1934, Heft 1) vor. Seine eigene Position fasst er u. a. in dem Aufsatz Es geht um den Realismus zusammen. Gegenideal sind die bürgerlichen Realisten und ihre Nachfolger. Diese würden, so Lukács, die Wirklichkeit nicht wiedergeben, wie sie subjektiv erscheine, sondern wie sie objektiv sei.
Der Hauptteil der Expressionismuskritik wurde in der Moskauer Emigrantenzeitschrift Das Wort publiziert.
Dieser Kritik entgegen stehen u. a. Ernst Bloch, Bertolt Brecht und Hanns Eisler. Diese bestehen „u. a. auf der Anerkennung des ästhetischen Innovationscharakters der bürgerlichen Avantgardebewegungen“.
Einer der Streitpunkte ist die Beurteilung Gottfried Benns. Dieser hatte in einem am 5. November 1933 in der Deutschen Zukunft erschienenen Aufsatz (Der Expressionismus, leicht verändert 1934 in Kunst und Macht erschienen) sich zunächst nationalsozialistischer Expressionismuskritik angeschlossen. Uwe-K. Ketelsen spricht hierbei davon, den Expressionismus „in einer Weise zu 'traditionalisieren', die auch der nationalsozialistischen Kritik geläufig war, und ihn der deutschen, ja arisch-europäischen Tradition einzugliedern, war wohl in der Tat ein taktisches Entlastungsmanöver“.
Alfred Kurella vertrat die These, Benns Nihilismus „lasse nur einen Salto mortale in das Lager Hitlers zu“; Ernst Bloch kommentierte dies süffisant 1938 in seinem Aufsatz Diskussion über Expressionismus mit der Bemerkung, dieses Urteil sei „selbst eine Art geistlicher Salto mortale“.